# Port lotniczy Urumczi-Diwopu
Port lotniczy Urumczi-Diwopu (IATA: URC, ICAO: ZWWW) – międzynarodowy port lotniczy położony w Diwopu, 16 km od centrum Urumczi.

## Linie lotnicze i połączenia
| Linia Lotnicza           | Kierunek |
| ------------------------ | --- |
| 9 Air                    | 1. Guangzhou 2. Jiayuguan 3. Zhongwei |
| Air China                | 1. Aksu 2. Pekin 3. Chengdu-Shuangliu 4. Chengdu-Tianfu 5. Chongqing 6. Guangzhou 7. Hangzhou 8. Hotan 9. Kaszgar 10. Szanghaj-Pudong 11. Tiencin 12. Wuhan 13. Xining 14. Yining 15. Yuncheng Sezonowe czartery: 1. Dżudda 2. Medyna |
| Ariana Afghan Airlines   | Sezonowo: 1. Kabul |
| Beijing Capital Airlines | 1. Pekin-Daxing 2. Hangzhou 3. Nankin 4. Shijiazhuang 5. Xiamen 6. Zhengzhou |
| Chengdu Airlines         | 1. Chengdu-Shuangliu 2. Kaszgar |
| China Eastern Airlines   | 1. Pekin-Daxing 2. Guangzhou 3. Hangzhou 4. Hefei 5. Kaszgar 6. Kunming 7. Nankin 8. Szanghaj-Hongqiao 9. Szanghaj-Pudong 10. Shiyan 11. Taiyuan 12. Wuhan 13. Wuxi 14. Xi’an |
| China Express Airlines   | 1. Chongqing |
| China Southern Airlines  | 1. Aksu 2. Ałmaty 3. Altay 4. Aral 5. Aszchabad 6. Astana 7. Baku 8. Bangkok-Suvarnabhumi 9. Pekin-Daxing 10. Biszkek 11. Bole 12. Changchun 13. Changsha 14. Chengdu-Shuangliu 15. Chongqing 16. Dalian 17. Dubaj 18. Duszanbe 19. Fuyun 20. Fuzhou 21. Guangzhou 22. Guiyang 23. Haikou 24. Hangzhou 25. Harbin 26. Hefei 27. Hohhot 28. Hongkong 29. Hotan 30. Islamabad 31. Stambuł (powrót od 17 sierpnia 2024) 32. Jinan 33. Kanas 34. Karamay 35. Kaszgar 36. Chodżent 37. Korla 38. Kunming 39. Kuqa 40. Lahaur 41. Lanzhou 42. Mianyang 43. Moskwa-Szeremietiewo 44. Nanchang 45. Nankin 46. Nanning 47. Nanyang 48. Nowosybirsk 49. Qiemo 50. Qingdao 51. Ruoqiang 52. Sankt Petersburg 53. Samarkanda 54. Sanya 55. Shache 56. Szanghaj-Hongqiao 57. Szanghaj-Pudong 58. Shenyang 59. Shenzhen 60. Shijiazhuang 61. Tacheng 62. Tajpej-Taoyuan 63. Taszkent 64. Taxkorgan 65. Tbilisi 66. Teheran-Imam Khomeini 67. Tiencin 68. Tumxuk 69. Wiedeń 70. Wenzhou 71. Wuhan 72. Xiamen 73. Xi’an 74. Xining 75. Erywań (od 3 września 2024) 76. Yinchuan 77. Yining 78. Yiwu 79. Yutian 80. Zhaosu 81. Zhengzhou 82. Zhuhai |
| China United Airlines    | 1. Pekin-Daxing |
| Chongqing Airlines       | 1. Chongqing |
| FlyArystan               | 1. Astana |
| GX Airlines              | 1. Fuyang 2. Haikou 3. Yichang |
| Hainan Airlines          | 1. Pekin 2. Changsha 3. Chengdu-Shuangliu 4. Chengdu-Tianfu 5. Chongqing 6. Guangzhou 7. Haikou 8. Hangzhou 9. Hohhot 10. Hotan 11. Jinan 12. Kaszgar 13. Kuqa 14. Lanzhou 15. Nankin 16. Ningbo 17. Sanya 18. Szanghaj-Hongqiao 19. Shenyang 20. Shenzhen 21. Taiyuan 22. Wenzhou 23. Wuhan 24. Xiamen 25. Xi’an 26. Yichang 27. Zhengzhou |
| Hebei Airlines           | 1. Shijiazhuang |
| Hong Kong Airlines       | 1. Hongkong |
| Jiangxi Air              | 1. Nanchang 2. Xi’an |
| Juneyao Airlines         | 1. Szanghaj-Hongqiao 2. Szanghaj-Pudong |
| Korean Air               | Sezonowo: 1. Seul-Inczon |
| Loong Air                | 1. Hangzhou 2. Xuzhou 3. Yinchuan |
| Lucky Air                | 1. Chengdu-Tianfu 2. Kaszgar 3. Kunming 4. Ngari 5. Zhengzhou |
| Okay Airways             | 1. Changsha 2. Xi’an |
| Qingdao Airlines         | 1. Lanzhou 2. Qingdao |
| Shandong Airlines        | 1. Aksu 2. Bangkok-Suvarnabhumi 3. Fuzhou 4. Hangzhou 5. Hotan 6. Jinan 7. Kaszgar 8. Kunming 9. Lanzhou 10. Nankin 11. Osaka-Kansai 12. Qingdao 13. Quanzhou 14. Shijiazhuang 15. Taiyuan 16. Xiamen 17. Yantai 18. Yinchuan |
| Shanghai Airlines        | 1. Hotan 2. Lanzhou 3. Szanghaj-Hongqiao 4. Szanghaj-Pudong 5. Zhengzhou |
| Shenzhen Airlines        | 1. Korla 2. Lanzhou 3. Shenzhen |
| Sichuan Airlines         | 1. Beihai 2. Pekin 3. Chengdu-Shuangliu 4. Chengdu-Tianfu 5. Chongqing 6. Guangyuan 7. Hangzhou 8. Jieyang 9. Kaszgar 10. Kunming 11. Lanzhou 12. Lhasa 13. Luzhou 14. Mianyang 15. Nanning 16. Sanya 17. Szanghaj-Pudong 18. Sydney 19. Xi’an 20. Xining 21. Yibin 22. Zhengzhou 23. Zhongwei |
| Somon Air                | 1. Duszanbe 2. Chodżent |
| Spring Airlines          | 1. Lanzhou 2. Ningbo 3. Szanghaj-Hongqiao 4. Shijiazhuang 5. Xi’an 6. Yangzhou |
| Suparna Airlines         | 1. Linfen 2. Shenzhen |
| Tianjin Airlines         | 1. Aksu 2. Altay 3. Aral 4. Bole 5. Changsha 6. Chengdu-Tianfu 7. Chongqing 8. Fuyun 9. Guiyang 10. Hami 11. Hangzhou 12. Hotan 13. Kaszgar 14. Korla 15. Kuqa 16. Xinyuan 17. Nantong 18. Qingdao 19. Ruoqiang 20. Sanya 21. Tacheng 22. Tiencin 23. Wuhan 24. Xi’an 25. Yancheng 26. Yinchuan 27. Yining 28. Zhengzhou 29. Zhuhai |
| Urumqi Air               | 1. Bangkok-Suvarnabhumi 2. Changsha 3. Chengdu-Tianfu 4. Fuzhou 5. Guangzhou 6. Haikou 7. Hangzhou 8. Hanzhong 9. Hongkong 10. Hotan 11. Kaszgar 12. Lanzhou 13. Longnan 14. Luoyang 15. Mianyang 16. Nanchong 17. Nankin 18. Qingyang 19. Quanzhou 20. Szanghaj-Pudong 21. Wenzhou 22. Wuhan 23. Yulin 24. Yutian 25. Zhanjiang 26. Zhengzhou |
| Uzbekistan Airways       | 1. Taszkent |
| West Air                 | 1. Chongqing 2. Zhengzhou |
| Xiamen Air               | 1. Pekin-Daxing 2. Changsha 3. Fuzhou 4. Hangzhou 5. Huai’an 6. Jinan 7. Quanzhou 8. Tiencin 9. Wuhan 10. Xiamen 11. Yinchuan 12. Zhengzhou |